# 서멀 그리스
서멀 그리스(thermal grease, 흔히 써멀 구리스로 오기)는 열을 전달하는 유체 물질이다. 기름과 비슷한 특성을 지니며 냉각팬의 접촉부와 CPU 히트스프레더(CPU의 은색 뚜껑) 사이의 미세한 공간을 메워서 열 전도성을 증가시켜 준다. 서멀 컴파운드(thermal compound), 방열 그리스, HTP(heat transfer paste →열 전달 반죽)라고도 부른다. 전자공학에서 이 물질은 히트 싱크를 통한 부품 방열을 돕는 데 주로 쓰인다.
하지만 최근 학회에서는 서멀 컴파운드에 호흡기 질환을 일으키는 산화 알루미늄이 다량으로 들어있어 서멀그리스를 대체할 물질이 필요하다는 학설이 있다.
참고로, 서멀 컴파운드보다 편리하지만 냉각 효율(열전도성)은 떨어지는 서멀 패드(thermal pad)를 사용하기도 한다.

## 종류

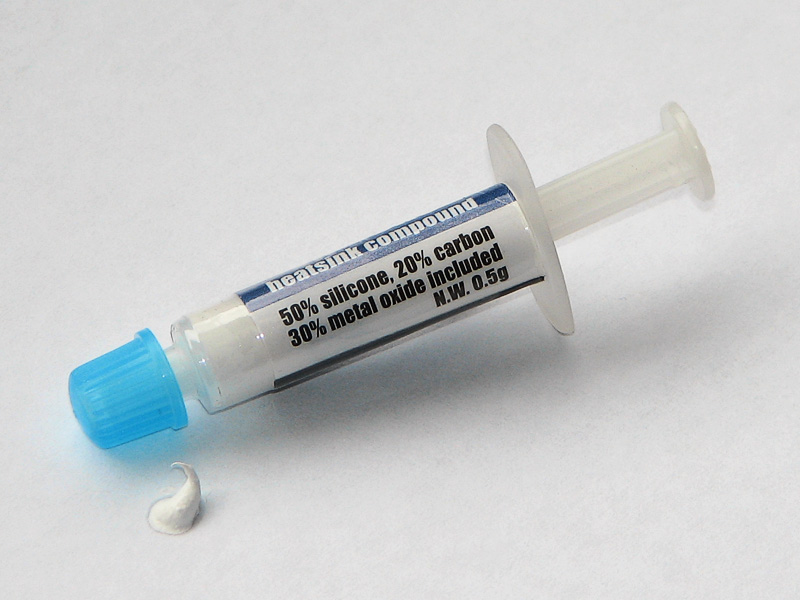
실리노 형태의 서멀 그리스

- 세라믹 기반의 서멀 그리스
- 금속 기반의 서멀 그리스
- 탄소 기반의 서멀 그리스
- 가융 합금 기반의 서멀 그리스

## 같이 보기
- 컴퓨터 냉각
- 서멀 패드